# Gefjun

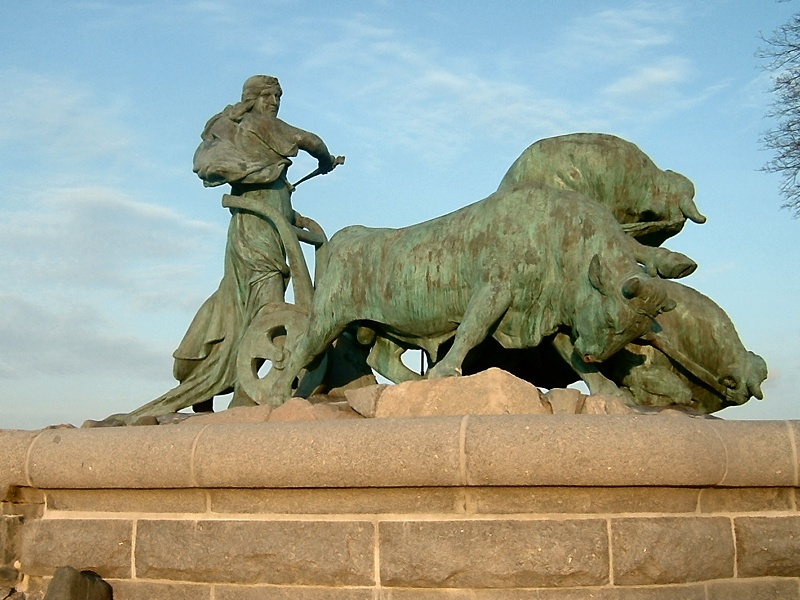
Gefjun

Gefjun (v překladu „Dárkyně“) je bohyně panen a zemědělství. Slouží jí ženy, které zemřely jako panny. Byla spolu s Fullou průvodkyní bohyně Frigg. Jejím mužem byl Ódinův syn Skjöld, legendární dánský král, se kterým měla čtyři syny (obry ze severu, z Jötunheimu), ty proměnila ve voly, jež používala k orání země. Část orané země později odtáhla na moře, z níž se stal ostrov Sjaelland. Ženy, které zemřou jako panny, se stávají jejími společnicemi.